# James Douglas, lord av Douglas
James Douglas, född omkring 1286, död 1330, var en skotsk adelsman, son till William de Douglas, bror till sir Archibald Douglas, far till Archibald Douglas, 3:e earl av Douglas.
Douglas gjorde sig mycket fruktad av engelsmännen för sin tapperhet och kallades av dessa svarte Douglas. Han var en av Robert Bruces trognaste anhängare, och stupade mot morerna i Spanien, på väg till Palestina dit han efter dennes önskan skulle föra hans hjärta.